# Сурвајвор
Сурвајвор (енгл. Survivor) међународна је ријалити-такмичарска телевизијска франшиза произведена у многим земљама широм света. Садржи групу такмичара који бораве на изолованој локацији, где морају себи да обезбеде храну, воду, ватру и склониште. Такмичари се такмиче у изазовима за награде и имунитет од елиминације. Како такмичење напредује, дешавају се елиминације све док не остане само један такмичар који постаје победник и осваја награду.
Британски телевизијски продуцент Чарли Парсонс развио је 1992. формат Сурвајвер за Planet 24, телевизијску продукцијску кућу из Уједињеног Краљевства; шведска верзија, која је емитована од септембра 1997. године под називом Експедиција Робинсон, прва је серија овог формата емитована на телевизији. До 2022. године српска верзија Сурвајвора емитовала је пет сезона од 2008. године, а премијера актуелне сезоне је била 14. марта 2022. године.

## Сурвајворширом света
Ријалити-шоу „Сурвајвор“ се емитује или се емитовао у следећим земљама:
| Земља                                                                | Име шоуа                                      | Почео са емитовањем | Главна награда                                      | Године емитовања | Сезоне |
| -------------------------------------------------------------------- | --------------------------------------------- | --- | --------------------------------------------------- | ---------------- | ------ |
| Саудијска Арабија                                                    | Survivor                                      | LBC | SR1.000.000                                         | 2005             | 1      |
| Фиџи                                                                 | Survivor Fiji                                 | Mai TV | FJD100.000                                          | 2009–траје       | 1      |
| Аргентина                                                            | Expedición Robinson                           | Canal 13 | $100.000                                            | 2002             | 2      |
| Азербејџан                                                           | Azerbaijan Extrim                             | Space TV |                                                     | 2011             | 1      |
| Аустралија                                                           | Australian Survivor                           | Nine Network | AU$100,000 for a selected charity                   | 2002             | 1      |
| Аустралија                                                           | Celebrity Survivor (ВИП Формат)               | Seven Network | AU$100,000 (За изабрани приход у добротворне сврхе) | 2006             | 1      |
| Аустрија Немачка                                                     | Expedition Robinson                           | ORF RTL 2 |                                                     | 2000             | 1      |
| Белгија Холандија                                                    | Expeditie Robinson                            | VT4 (2000–2004), KANAALTWEE (2005–траје) NET 5 (2000–2004), Talpa (2005–2006), RTL 5 (2007–траје) | €50.000                                             | 2000 – траје     | 10     |
| Бразил                                                               | No Limite                                     | Globo | R$ 500.000                                          | 2000–траје       | 5      |
| Бугарска                                                             | Survivor BG                                   | bTV | 250.000 BGN                                         | 2006–траје       | 4      |
| Чиле                                                                 | Expedición Robinson: La Isla Vip (ВИП Формат) | Canal 13 | $50.000.000                                         | 2006             | 1      |
| Колумбија                                                            | Expedición Robinson                           | Caracol Television | COL$250.000.000                                     | 2001–2002        | 2      |
| Колумбија                                                            | La Isla de los FamoS.O.S. (ВИП Формат)        | RCN TV | COL$300.000.000                                     | 2004–2007        | 4      |
| Хрватска                                                             | Survivor                                      | HRT |                                                     | 2005             | 1      |
| Чешка Република                                                      | Trosečník                                     | TV Prima | 5.000.000 CZK                                       | 2007             | 1      |
| Данска                                                               | Robinson Ekspeditionen                        | TV3 | 1.000.000 DKK 500.000 DKK                           | 1998–траје       | 12     |
| Еквадор                                                              | Expedición Robinson                           | Teleamazonas |                                                     | 2002             | 1      |
| Естонија                                                             | Robinsonid                                    | TV3 Estonia | Mazda 626 (Сезона 1), 50,000 LT (Сезона 2-3)        | 2000–2002        | 3      |
| Финска                                                               | Suomen Robinson                               | Nelonen | €100.000                                            | 2003–2004        | 2      |
| Француска                                                            | Koh-Lanta                                     | TF1 | €100.000                                            | 2001–траје       | 9      |
| Грузија                                                              | უკანასკნელი გმირი Ukanaskneli Gmiri           | Rustavi 2 |                                                     | 2007–2008        | 1      |
| Немачка                                                              | Gestrandet Survivor                           | RTL 2 ProSieben | €250.000                                            | 2001 2007        | 2      |
| Грчка                                                                | Survivor                                      | Mega TV |                                                     | 2003–2006        | 2      |
| Мађарска                                                             | Survivor - A Sziget                           | RTL Klub | 10.000.000 Ft и аутомобил                           | 2003–2004        | 2      |
| Израел                                                               | הישרדות Hisardut                              | Channel 10 | ₪1.000.000                                          | 2007–траје       | 4      |
| Италија                                                              | Survivor Italia                               | Italia 1 | €200,000                                            | 2001             | 1      |
| Италија                                                              | L'Isola Dei Famosi (ВИП Формат)               | Rai Due | €200.000                                            | 2003–траје       | 6      |
| Јапан                                                                | Survivor                                      | TBS | ¥10.000.000                                         | 2002–2003        | 4      |
| Летонија                                                             | Robinsoni                                     | TV3 Latvia | Mazda 626 (Сезона 1), 50,000 LT (Сезона 2-3)        | 2000–2002        | 3      |
| Литванија                                                            | Robinzonai                                    | TV3 Lithuania | Mazda 626 (Сезона 1), 50,000 LT (Сезона 2-3)        | 2000–2002        | 3      |
| Норвешка                                                             | Robinsonekspedisjonen                         | TV3 | NOK1.000.000                                        | 1999–траје       | 10     |
| Пакистан                                                             | Mountain Dew Survivor Pakistan                | PTV TV One ARY | US$100.000                                          | 2006             | 1      |
| Филипини                                                             | Survivor Philippines                          | GMA Network | P3.000.000                                          | 2008–траје       | 3      |
| Пољска                                                               | Wyprawa Robinson                              | TVN | 100.000 zł                                          | 2004             | 1      |
| Португал                                                             | Survivor                                      | TVI | Esc10.000.000                                       | 2001             | 1      |
| Русија                                                               | Last Hero                                     | C1R | 3.000.000 RUB                                       | 2001–2009        | 6      |
| Скандинавија                                                         | Robinson VIP (ВИП Формат)                     | TV3 |                                                     | 2004             | 1      |
| Јужна Африка                                                         | Survivor South Africa                         | M-Net | R1.000.000                                          | 2006–траје       | 3      |
| Србија, Македонија, Словенија Босна и Херцеговина Црна Гора Хрватска | Survivor Srbija: Panama (Сезона 1)            | Prva Srpska Televizija (Сезона 1-4) Nova S (Сезона 5) A1 Televizija (Сезона 1) Sitel TV (Сезона 2-4) TV3 Slovenia (Сезона 2) Alternativna Televizija (Сезона 1-2) NTV Hayat (Сезона 2) OBN (Сезона 3-4) Nova BH (Сезона 5) TV In (Сезона 1 - 3) PRO TV (Сезона 4) Nova M (Сезона 5) Nova TV (Сезона 5) | (Сезона 1) Нисан Патрол и €100.000                  | 2008–траје       | 5      |
| Србија, Македонија, Словенија Босна и Херцеговина Црна Гора Хрватска | Survivor Srbija: Filipini (Сезона 2)          | Prva Srpska Televizija (Сезона 1-4) Nova S (Сезона 5) A1 Televizija (Сезона 1) Sitel TV (Сезона 2-4) TV3 Slovenia (Сезона 2) Alternativna Televizija (Сезона 1-2) NTV Hayat (Сезона 2) OBN (Сезона 3-4) Nova BH (Сезона 5) TV In (Сезона 1 - 3) PRO TV (Сезона 4) Nova M (Сезона 5) Nova TV (Сезона 5) | (Сезона 2) €100.000                                 | 2008–траје       | 5      |
| Србија, Македонија, Словенија Босна и Херцеговина Црна Гора Хрватска | Survivor Srbija VIP: Filipini (Сезона 3)      | Prva Srpska Televizija (Сезона 1-4) Nova S (Сезона 5) A1 Televizija (Сезона 1) Sitel TV (Сезона 2-4) TV3 Slovenia (Сезона 2) Alternativna Televizija (Сезона 1-2) NTV Hayat (Сезона 2) OBN (Сезона 3-4) Nova BH (Сезона 5) TV In (Сезона 1 - 3) PRO TV (Сезона 4) Nova M (Сезона 5) Nova TV (Сезона 5) | (ВИП Формат) €50.000                                | 2008–траје       | 5      |
| Србија, Македонија, Словенија Босна и Херцеговина Црна Гора Хрватска | Survivor Srbija VIP: Kostarika (Сезона 4)     | Prva Srpska Televizija (Сезона 1-4) Nova S (Сезона 5) A1 Televizija (Сезона 1) Sitel TV (Сезона 2-4) TV3 Slovenia (Сезона 2) Alternativna Televizija (Сезона 1-2) NTV Hayat (Сезона 2) OBN (Сезона 3-4) Nova BH (Сезона 5) TV In (Сезона 1 - 3) PRO TV (Сезона 4) Nova M (Сезона 5) Nova TV (Сезона 5) | (ВИП Формат) €50.000                                | 2008–траје       | 5      |
| Србија, Македонија, Словенија Босна и Херцеговина Црна Гора Хрватска | Survivor: Dominikanska Republika (Сезона 5)   | Prva Srpska Televizija (Сезона 1-4) Nova S (Сезона 5) A1 Televizija (Сезона 1) Sitel TV (Сезона 2-4) TV3 Slovenia (Сезона 2) Alternativna Televizija (Сезона 1-2) NTV Hayat (Сезона 2) OBN (Сезона 3-4) Nova BH (Сезона 5) TV In (Сезона 1 - 3) PRO TV (Сезона 4) Nova M (Сезона 5) Nova TV (Сезона 5) |                                                     | 2008–траје       | 5      |
| Шпанија                                                              | Supervivientes: Expedición Robinson           | Telecinco | 20.000.000 ₧                                        | 2000–2001        | 2      |
| Шпанија                                                              | La Isla de los FamoS.O.S. (ВИП Формат)        | Antena 3 | €300.000                                            | 2003–2005        | 4      |
| Шпанија                                                              | Supervivientes (ВИП Формат)                   | Telecinco | €200.000                                            | 2006–траје       | 5      |
| Шведска                                                              | Expedition: Robinson                          | SVT (1997–2003) TV3 (2004–2005) TV4 (2009-) | Различите суме новаца                               | 1997–траје       | 13     |
| Швајцарска                                                           | Expedition Robinson                           | TV3 |                                                     | 1999–2000        | 2      |
| Турска                                                               | Survivor                                      | Kanal D (2004) Show TV (2006–траје) | 500.000TL (Турска лира)                             | 2004–траје       | 3      |
| Уједињено Краљевство                                                 | Survivor                                      | ITV | £1.000.000                                          | 2001–2002        | 2      |
| САД                                                                  | Survivor                                      | CBS | US$1.000.000                                        | 2000–траје       | 21     |
| Венецуела                                                            | Robinson: La Gran Aventura                    | Venevision | 100.000.000 VEB                                     | 2001–2003        | 2      |